# Biblický kánon
Biblický kánon je termín označující soubor biblických knih. Ačkoli je Bible z principu jedna, ne všechny církve a náboženské komunity do ní zahrnují tytéž knihy, a proto se biblický kánon liší podle náboženského vyznání.
Bible se skládá ze dvou částí, Starého a Nového zákona, jejichž kánony se utvářely zvlášť. Katolické církve uznávají 46 knih Starého zákona a 27 spisů, ze kterých se skládá Nový zákon.
Celkem tedy katolické církve uznávají 73 knih, protestantská vydání Bible mají zpravidla 66 knih.

## Židovský kánon
Židovský kánon tvoří knihy, které byly napsány většinou hebrejským jazykem (ale některé i aramejsky) jako vyjádření víry starého Izraele. V době před Kristem ještě nemůžeme hovořit o ideji kánonu. Knihy byly na samostatných svitcích, jejich používání pro náboženské účely se lišilo kraj od kraje a soubor knih čtený v synagogách nebyl všude stejný. Na přelomu letopočtu se největší vážnosti těšila Tóra (תוֹרָה, Πεντάτευχος – Pentateuch čili Pět knih Mojžíšových), která tvořila jádro židovských Písem. Po ní následovaly knihy prorocké (hebr. נְבִיאִם Neví'im, včetně těch knih, které se dnes nazývají dějepisnými). Nakonec pak přibýval postupně stále se rozšiřující korpus tzv. Spisů, hebr. כְּתוּבִים Ktuvim. Zatímco Tóra a Proroci byly ustálené celky, korpus spisů osciloval od komunity ke komunitě.
Když v roce 70 padl Jeruzalém a byl zničen jeho chrám, židovští učenci přijali myšlenku kánonu jako oficiálně uznaného souboru posvátných knih. Vlivem diskusí uvnitř židovství a vůči křesťanství bylo pro židovskou komunitu zapotřebí rozhodnout, které spisy do židovského Písma patří, a které nikoli. Odborníci se dnes neshodují, kdy a kde přesně dochází k ustálení židovského kánonu, veliký význam na jeho vznik má ovšem rabínská škola v Javne (řecky Jamnie) po pádu Jeruzaléma. Zde zřejmě dochází ke konci 1. století k ustálení židovského kánonu posvátných spisů, který se dnes označuje jako palestinský kánon.

## Samaritánský kánon
Malá skupina pozůstatků Samaritánů v Palestině přijímá jako posvátné spisy pouze Tóru (tzv. samaritánský Pentateuch) a knihu Jozue.

## Křesťanský kánon Starého zákona
Mezi křesťany se starozákonní kánon vyvíjel jinak. Křesťané téměř od počátku používali nikoli hebrejský text starozákonních knih, ale jejich řecký překlad z 3. – 2. století př. n. l., kolující mezi řecky mluvícími Židy, tzv. Septuagintu (LXX). O užívání tohoto překladu jako „Písma“ vypovídá užívání starozákonních citátů v novozákonních spisech právě ve znění LXX. Tento překlad však obsahoval více knih než pozdější kánon přijatý Židy (viz rozsah LXX). S řeckým překladem židovských Písem pak křesťané přejali i poněkud širší kánon. Aspoň zpočátku jej však každá z církevních obcí užívala v jiném rozsahu. Teprve velmi pomalu a spletitě se začíná formovat obecně uznávané měřítko posvátnosti těchto knih.
Proces formalizace biblického kánonu začíná teprve ve 4. století. Základem křesťanského kánonu se stala, jak bylo již uvedeno, Septuaginta. Pro katolickou církev měl pak obrovský vliv latinský překlad bible zvaný Vulgata, jehož autorem je Jeroným. Na latinsky hovořícím Západě již téměř nikdo nebyl schopen s řeckým překladem (Septuagintou) pracovat.
Římská synoda roku 382 zaznamenává první úplný kánon Starého zákona:
„Výčet Starého zákona začíná takto: jedna kniha Genesis, jedna kniha Exodus, jedna kniha Leviticus, jedna kniha Numeri, jedna kniha Deuteronomium, jedna kniha Jozue, syn Núnův, jedna kniha Soudců, jedna Ruth, čtyři knihy Královské (tj. Samuelovy+Královské) dvě Paralipomenon, jedna stopadesáti žalmů, tři knihy Šalomounovy: jedna Přísloví, jedna Kazatel, jedna Píseň písní, stejně tak jako jedna Moudrosti a jedna Ecclesiasticus (= Sírach).
Výčet proroků je tento: jedna kniha Izajášova, jedna kniha Jeremjášova, společně s Qínóth, tj. jeho nářky, jedna kniha Ezechiel, jedna kniha Daniel, jedna kniha Ozeáš, jedna kniha Amos, jedna kniha Micheáš, jedna kniha Joel, jedna kniha Obadjáh, jedna kniha Jonáš, jedna kniha Nahum, jedna kniha Abakuk, jedna kniha Sofonjáš, jedna kniha Ageus, jedna kniha Zacharjáš, jedna kniha Malachiáš.
Výčet historických knih je tento: jedna kniha Job, jedna kniha Tobijáš, dvě knihy Ezdrášovy, jedna kniha Ester, jedna kniha Júdit, dvě knihy Makabejské.“
Třetí synoda v Kartágu roku 397 ratifikuje starozákonní kánon, který předtím schválila synoda v Hippo Regius v Severní Africe roku 393. Její závěry jsou identické se synodou v Římě, avšak výslovně zmiňuje též knihu Báruch, která v předchozím výčtu může být vřazena do Jeremjáše nebo Nářků. Tento kánon schválil papež Damasus I., který zadal Jeronýmovi k překladu do latiny starozákonní knihy.
Tento výčet knih Starého zákona také uvádí Florentský koncil roku 1453, když jej formuluje pro Jakobitskou pravoslavnou církev. Vzhledem ke včlenění kánonu do dokumentu Pro Iacobitis nebyl tento výčet považován za závazný pro katolickou církev, avšak tato situace se měla brzy změnit.
Příchod renesance přinesl velkou změnu, protože po dlouhých staletích se na Západě opět začala šířit znalost řečtiny. Ve svých zájmech byli humanističtí vzdělanci velmi zaujati starověkem, např. hebraista Johann Reuchlin a znalec řečtiny Erasmus Rotterdamský. Toto bádání přineslo mnoho nečekaných historických a posléze i teologických otázek. To spolu s rychle se šířící technikou knihtisku umožnilo po dlouhé době znovu pracovat s textem v původních jazycích. Roku 1516 vydává Erasmus řecký text Nového zákona a roku 1524/1525 byl v Benátkách vydán v hebrejštině Starý zákon zásluhou Ja'kova ben Chajima.
Reformátoři omezili pod vlivem tohoto bádání biblický kánon na rozsah kánonu palestinského, avšak katolická církev se přidržela rozsahu latinské Vulgaty. V reakci na tento krok padá rozhodnutí definitivně na Tridentském koncilu v dokumentu Sacrosancta (Decretum de libris sacris et traditionibus recipiendis, DS 1501–1505) z 8. dubna 1546, který přejímá kánon definovaný dříve Florentským koncilem. Tím katolická církev s konečnou platností stanovila oficiální rozsah biblického kánonu.
Pravoslavné církve se drží překladu LXX. Přesto spisy, které obsahuje Vulgata a nikoli židovský kánon, Martin Luther zařadil do svého vydání Písma jako „knihy, které do svatého Písma nepatří, ale jsou užitečné pro čtení“. Stejně se zachovala i anglikánská církev a Kralická bible. Z protestantských vydání Bible zmizely apokryfní (v katolickém pojetí deuterokanonické) knihy teprve v polovině 19. století, kdy je z tištěných výtisků vyřadila Britská a zahraniční biblická společnost.
Tento historický vývoj je důvodem, proč se dnes užívá různě definovaných kánonů v jednotlivých křesťanských církvích.

### Přehled rozsahu a pořadí knih v jednotlivých kánonech
| Tanach תנך | Protestantský kánon SZ                     | Katolický kánon SZ                         | Pravoslavný kánon SZ                       |
| --- | ------------------------------------------ | ------------------------------------------ | ------------------------------------------ |
| Tóra תורה čili Pentateuch |                                            |                                            |                                            |
| Genesis | Genesis                                    | Genesis                                    | Genesis                                    |
| Exodus | Exodus                                     | Exodus                                     | Exodus                                     |
| Leviticus | Leviticus                                  | Leviticus                                  | Leviticus                                  |
| Numeri | Numeri                                     | Numeri                                     | Numeri                                     |
| Deuteronomium | Deuteronomium                              | Deuteronomium                              | Deuteronomium                              |
| נביאים Neviím čili Proroci | Knihy dějepisné                            | Knihy dějepisné                            | Knihy dějepisné                            |
| Kniha Jozue | Kniha Jozue                                | Kniha Jozue                                | Kniha Jozue                                |
| Kniha Soudců | Kniha Soudců                               | Kniha Soudců                               | Kniha Soudců                               |
| | Kniha Rút                                  | Kniha Rút                                  | Kniha Rút                                  |
| Knihy Samuelovy | 1. kniha Samuelova                         | 1. kniha Samuelova                         | 1. kniha Samuelova                         |
| Knihy Samuelovy | 2. kniha Samuelova                         | 2. kniha Samuelova                         | 2. kniha Samuelova                         |
| Knihy královské | 1. kniha královská                         | 1. kniha královská                         | 1. kniha královská                         |
| Knihy královské | 2. kniha královská                         | 2. kniha královská                         | 2. kniha královská                         |
| | 1. Paralipomenon                           | 1. Paralipomenon                           | 1. Paralipomenon                           |
| 2. Paralipomenon | 2. Paralipomenon                           | 2. Paralipomenon                           |                                            |
| kniha Ezdráš | kniha Ezdráš                               | kniha Ezdráš                               |                                            |
| |                                            | 1. Ezdráš                                  |                                            |
| kniha Nehemjáš | kniha Nehemjáš                             | kniha Nehemjáš                             |                                            |
| | kniha Tobiáš                               | kniha Tobiáš                               |                                            |
| kniha Júdit | kniha Júdit                                |                                            |                                            |
| kniha Ester | kniha Ester                                | kniha Ester                                |                                            |
| | 1. kniha Makabejská                        | 1. kniha Makabejská                        |                                            |
| 2. kniha Makabejská | 2. kniha Makabejská                        |                                            |                                            |
| |                                            | 3. kniha Makabejská                        |                                            |
| 4. kniha Makabejská |                                            |                                            |                                            |
| Větší proroci |                                            |                                            |                                            |
| kniha Izajáš | Izajáš                                     | Izajáš                                     | Izajáš                                     |
| kniha Jeremjáš | kniha Jeremjáš                             | kniha Jeremjáš                             | kniha Jeremjáš                             |
| | kniha Pláč                                 | kniha Pláč                                 | kniha Pláč                                 |
| |                                            | kniha Báruch                               | kniha Báruch                               |
| |                                            | List Jeremjášův                            |                                            |
| kniha Ezechiel | kniha Ezechiel                             | kniha Ezechiel                             | kniha Ezechiel                             |
| | kniha Daniel                               | kniha Daniel                               | Daniel                                     |
| Menší proroci |                                            |                                            |                                            |
| 12 Proroků (kniha Ozeáš, kniha Jóel, kniha Ámos, kniha Abdijáš, Jonáš, kniha Micheáš, kniha Nahum, Abakuk kniha Sofonjáš, kniha Ageus, kniha Zacharjáš, kniha Malachiáš) | kniha Ozeáš                                | kniha Ozeáš                                | kniha Ozeáš                                |
| 12 Proroků (kniha Ozeáš, kniha Jóel, kniha Ámos, kniha Abdijáš, Jonáš, kniha Micheáš, kniha Nahum, Abakuk kniha Sofonjáš, kniha Ageus, kniha Zacharjáš, kniha Malachiáš) | kniha Jóel                                 | kniha Jóel                                 | kniha Jóel                                 |
| 12 Proroků (kniha Ozeáš, kniha Jóel, kniha Ámos, kniha Abdijáš, Jonáš, kniha Micheáš, kniha Nahum, Abakuk kniha Sofonjáš, kniha Ageus, kniha Zacharjáš, kniha Malachiáš) | kniha Ámos                                 | kniha Ámos                                 | kniha Ámos                                 |
| 12 Proroků (kniha Ozeáš, kniha Jóel, kniha Ámos, kniha Abdijáš, Jonáš, kniha Micheáš, kniha Nahum, Abakuk kniha Sofonjáš, kniha Ageus, kniha Zacharjáš, kniha Malachiáš) | kniha Abdijáš                              | kniha Abdijáš                              | kniha Abdijáš                              |
| 12 Proroků (kniha Ozeáš, kniha Jóel, kniha Ámos, kniha Abdijáš, Jonáš, kniha Micheáš, kniha Nahum, Abakuk kniha Sofonjáš, kniha Ageus, kniha Zacharjáš, kniha Malachiáš) | Jonáš                                      | Jonáš                                      | Jonáš                                      |
| 12 Proroků (kniha Ozeáš, kniha Jóel, kniha Ámos, kniha Abdijáš, Jonáš, kniha Micheáš, kniha Nahum, Abakuk kniha Sofonjáš, kniha Ageus, kniha Zacharjáš, kniha Malachiáš) | kniha Micheáš                              | kniha Micheáš                              | kniha Micheáš                              |
| 12 Proroků (kniha Ozeáš, kniha Jóel, kniha Ámos, kniha Abdijáš, Jonáš, kniha Micheáš, kniha Nahum, Abakuk kniha Sofonjáš, kniha Ageus, kniha Zacharjáš, kniha Malachiáš) | kniha Nahum                                | kniha Nahum                                | kniha Nahum                                |
| 12 Proroků (kniha Ozeáš, kniha Jóel, kniha Ámos, kniha Abdijáš, Jonáš, kniha Micheáš, kniha Nahum, Abakuk kniha Sofonjáš, kniha Ageus, kniha Zacharjáš, kniha Malachiáš) | kniha Abakuk                               | kniha Abakuk                               | kniha Abakuk                               |
| 12 Proroků (kniha Ozeáš, kniha Jóel, kniha Ámos, kniha Abdijáš, Jonáš, kniha Micheáš, kniha Nahum, Abakuk kniha Sofonjáš, kniha Ageus, kniha Zacharjáš, kniha Malachiáš) | kniha Sofonjáš                             | kniha Sofonjáš                             | kniha Sofonjáš                             |
| 12 Proroků (kniha Ozeáš, kniha Jóel, kniha Ámos, kniha Abdijáš, Jonáš, kniha Micheáš, kniha Nahum, Abakuk kniha Sofonjáš, kniha Ageus, kniha Zacharjáš, kniha Malachiáš) | kniha Ageus                                | kniha Ageus                                | kniha Ageus                                |
| 12 Proroků (kniha Ozeáš, kniha Jóel, kniha Ámos, kniha Abdijáš, Jonáš, kniha Micheáš, kniha Nahum, Abakuk kniha Sofonjáš, kniha Ageus, kniha Zacharjáš, kniha Malachiáš) | kniha Zacharjáš                            | kniha Zacharjáš                            | kniha Zacharjáš                            |
| 12 Proroků (kniha Ozeáš, kniha Jóel, kniha Ámos, kniha Abdijáš, Jonáš, kniha Micheáš, kniha Nahum, Abakuk kniha Sofonjáš, kniha Ageus, kniha Zacharjáš, kniha Malachiáš) | kniha Malachiáš                            | kniha Malachiáš                            | kniha Malachiáš                            |
| כתובים Ketuvim čili Spisy | Mudroslovné (sapienciální či naučné) knihy | Mudroslovné (sapienciální či naučné) knihy | Mudroslovné (sapienciální či naučné) knihy |
| Žalmy | kniha Jób                                  | kniha Jób                                  | kniha Jób                                  |
| kniha Jób | Žalmy                                      | Žalmy                                      | Žalmy                                      |
| |                                            |                                            | Ódy                                        |
| Kniha přísloví | Kniha přísloví                             | Kniha přísloví                             | Kniha přísloví                             |
| Píseň písní | Píseň písní                                | Píseň písní                                | Píseň písní                                |
| kniha Rút |                                            |                                            |                                            |
| kniha Pláč |                                            |                                            |                                            |
| kniha Kazatel | kniha Kazatel                              | kniha Kazatel                              | kniha Kazatel                              |
| |                                            | Kniha moudrosti                            | Kniha moudrosti                            |
| |                                            | Kniha Sírachovcova                         | Kniha Sírachovcova                         |
| |                                            |                                            |                                            |
| kniha Ester |                                            |                                            |                                            |
| kniha Daniel |                                            |                                            |                                            |
| kniha Ezdráš |                                            |                                            |                                            |
| kniha Nehemjáš |                                            |                                            |                                            |
| Knihy kronik |                                            |                                            |                                            |

## Kánon Nového zákona
Tvoří jej řecky psané knihy, které vznikly jako vyjádření víry prvotní křesťanské komunity v prvním století po Kr. Jsou přijímány křesťanskými církvemi. Knih, které si činily nárok na to, aby patřily mezi posvátné knihy křesťanů, bylo daleko více, než kolik jich dnes najdeme v Novém zákoně. Zpočátku záleželo na komunitách, zda ty či ony knihy považují za posvátné, či nikoli. S rozvinutím ideje kánonu však bylo třeba tuto otázku ujasnit, a tak se diskuse omezila jen na některé sporné knihy. Těmi byly většinou Zjevení sv. Jana, některé Janovy listy, list Judův, 2. list Petrův apod. Z knih, které dnes v Novém zákoně nenalezneme, se diskutovalo např. o Hermově Pastýři, listě Barnabášově, Didaché, Klementových listech a dalších. V katolické církvi se ustálil kánon, jak jej známe dnes, některé východní církve však používají kánon Nového zákona lehce odlišný.
I když v protestantském hnutí došlo – podobně jako v případě Starého zákona – ke zpochybnění některých knih, v podstatě všechny západní církve uznávají ten kánon, jaký byl definován na Tridentském koncilu v roce 1546 dekretem Sacrosancta.

## Apokryfy a pseudepigrafy
Terminologie se liší podle církví: v katolickém pojetí jsou apokryfy spisy, které se nakonec nestaly součástí starozákonního ani novozákonního kánonu (v SZ nejsou zařazeny mezi protokanonickými ani deuterokanonickými knihami). Evangelické církve označují jako apokryfy naproti tomu knihy, které katolíci označují jako deuterokanonické (tedy knihy, které je podle Luthera dobré čísti, ale nemají závaznost biblických knih), zatímco knihy stojící mimo katolickou bibli (= v katolickém pojetí apokryfy) označují jako pseudepigrafy nebo pseudoepigrafy. Existují četná apokryfní (pseudepigrafní) evangelia, listy, skutky apoštolské či apokalypsy.